# Max Hardcore

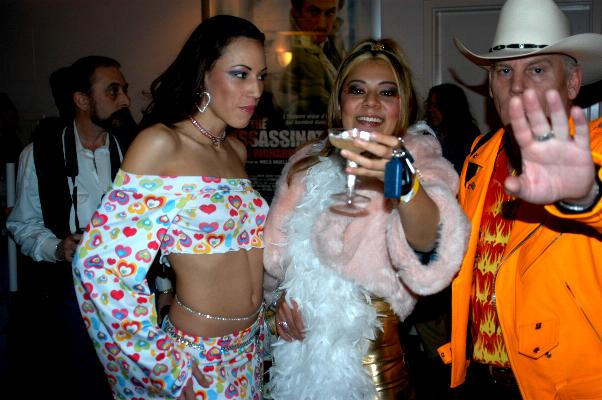
Layla Rivera, Catalina och Max Hardcore, vid en visning 2005 av Långt ner i halsen.

Paul F. Little, känd under sitt artistnamn Max Hardcore, född 10 augusti 1956 i Racine, Wisconsin, död 27 mars 2023 i West Covina, Los Angeles County, Kalifornien, var en amerikansk filmregissör av pornografisk film, skådespelare och producent. Han ses som en pionjär inom den extrema pornografin och än idag framstår hans filmer som mycket grova. De flesta scener innehåller förutom analsex, fisting och deepthroat även tvång, urinering, kräkning och anspelningar på hebefili eller sex med utvecklingsstörda.
Max Hardcore har rankats som #28 i "AVN's Top 50 Porn Stars of All Time".

## Biografi
År 1992 producerade filmserien Anal Adventures of Max Hardcore. Därefter etablerade han sig under decenniet med sin version av pornografi, där han utvecklade en mängd olika excesser och utforskade gränserna för det acceptabla inom heterosexuell pornografi. Vid samma tid etablerade sig bland andra John "Buttman" Stagliano och italienaren Rocco Siffredi, med fokus på analsex respektive elegant men dominerande sex.
Hardcore jämförs ibland med Siffredi men utgick från gonzo-konceptet, med en POV-inriktad dramaturgi där den manliga blicken förstärktes och de kvinnliga rollfigurerna objektifierades på ett antal upptänkliga sätt. Handlingen kretsade kring de kvinnliga rollfigurerna som amatörer, invigda i Max Hardcores grova sceneri helt inriktad på manlig dominans. Filmernas innehåll utvecklades delvis baserat på återkoppling från kunder på olika diskussionsforum på Internet.
De kvinnliga deltagarna i Hardcores filmer har trots innehållet i många fall fortsatt att arbeta med honom i flera års tid. Detta gäller exempelvis Catalina, Cloey Adams, Layla Rivera, Summer Luv, Kelly Wells, Barbii Bucxxx och Jade Marcella. Han har också spelat in en scen med feministen May Ling Su.

### Åtal
Max Hardcore åtalades 2001 för barnpornografibrott för filmen Max Extreme 4, trots att alla medverkande skådespelare i scenerna var över 18 år när de filmades. Han friades till slut efter en tre år lång rättsprocess som kostade honom mycket pengar. Summer Luv, som var försvarets huvudvittne i rättegången mot Hardcore, berättade om hur han behandlade henne bättre och betalade henne mer än något annan filmproducent.
Den före detta porrskådespelerskan Neesa har, efter att ha blivit kristen, anklagat Hardcore för övergrepp vid inspelningen av hennes scen, men inget åtal väcktes. Hardcore svarade med att lägga upp en intervjuvideo han gjort med henne direkt efter inspelningen där hon ger en annan bild av inspelningsförhållandena.
Huvuddelen av Hardcores produktioner gavs ut i en censurerad version i USA och en ocensurerad version i Europa. År 2005 beställde en FBI-anställd ett antal av Max Hardcores filmer avsedda för Europamarknaden till en adress i USA. Beställningen gick inte till hans eget bolag utan till det fristående distributionsbolaget Jade, men åtal väcktes direkt mot Hardcore i federal domstol. Åtalet gällde att via post ha distribuerat obscent material över en delstatsgräns. Trots de egentliga åtalspunkterna kom målet att handla om moralfrågor och tryckfrihet.
Hardcore dömdes i juni 2008 till 46 månaders fängelse. Han släpptes 19 juli 2011. Rättigheterna till Hardcores och skådespelerskan Catalinas webbplatser beslagtogs av amerikanska staten innan domen föll. Hardcores ocensurerade videomaterial fortsätter dock att cirkulera runt på många av internets pornografiska forum.
Efter Hardcores frigivning startade han en ny webbplats, med gammalt och nytt material för nedladdning. Sajten säljer bara censurerade versioner av scenerna, även om han också fortsätter att filma sådant som bara är lagligt på den europeiska marknaden.

## Betydelse
I slutet av 1990-talet blev fontänorgasm och kvinnlig ejakulation, så kallad squirting, vanligt förekommande i amerikansk pornografisk film. Max Hardcore var möjligen först med att ha detta som ett återkommande inslag i sina filmer.
Max Hardcore var på 1990-talet en av de mest inflytelserika pornograferna, och hans ständiga gränsöverskridande har lett till beskrivningar som "sin tids Markis de Sade". Hardcores verksamhet bidrog – på gott och ont – till ett antal mer extrema uttryck inom heterosexuell porrfilm. Hans ikonoklastiska och kulörta bildspråk, aggressioner, skamlöshet och misogyna manus utmanade konventioner, både inom och utom porrbranschen, men bidrog även till att lägga grunden för en fortsatt utveckling inom den mer våldsinriktade porrfilmsproduktionen. Sedan 00-talet har uttryck vanliga i Max Hardcores filmer kommit att tas över av producenter som Duke Skywalker och Assylum.com.

## Priser och nomineringar
- 2001: XRCO Award – Best Male-Female Scene (tillsammans med Chloe)
- 2003: AVN Award – Best Anal Sex Scene (Video)
- 2003: FICEB Award - Folkets röst; Bästa regissör
- 2004: AVN Award - Hall of Fame
- 2005: AVN Award Nominee – Most Outrageous Sex Scene (tillsammans med Summer Luv)
- 2007: Erotixxx / Eroticline Award - Beste Gonzo Serie
- 2009: XRCO Award – Hall of Fame; Outlaws of Porn[15].